# サムタイム (たばこ)
サムタイム（SomeTime）は、日本たばこ産業（JT）から製造・販売されていたたばこの銘柄の一つ。

## 概要
国産初のフィルター付きメンソールたばこである『エムエフ(mf)』の事実上の後継商品として登場した（サムタイム発売から1年間は併売）。ペパーミントを使用したフレッシュ感と煙草の味わいのバランスが特長。かつてはメンソールブランドとしてJTの主力ブランドであったが、他ブランドからメンソール銘柄が次々と登場すると目立たなくなり、最終的にはライトのみの販売となり、2011年に消滅した。サムタイム・ライトは「サムライ」などと略称された。発売当初はロングサイズ（FL/80mm）とスリムキングサイズ（FSK/85mm）の2種類が販売されていたが、1年程度でスリムキングサイズに統一された。また1996年にサムタイム、サムタイム・ライト、両銘柄の巻きの太さがFKスリム巻(23mm)からFKレギュラー巻(24.8mm)に規格変更された。

## 製品一覧

### 販売終了製品
※データは販売終了時点のもの